# إركي سافولاينن
إركي سافولاينن (بالفنلندية: Erkki Savolainen)‏ (21 أغسطس 1917 – 26 ديسمبر 1993) هو ملاكم فنلندي راحل، مثّل بلاده في الألعاب الأولمبية الصيفية 1936.

## روابط خارجية
إركي سافولاينن على موقع أوليمبيديا (الإنجليزية)